# Estratto di vaniglia

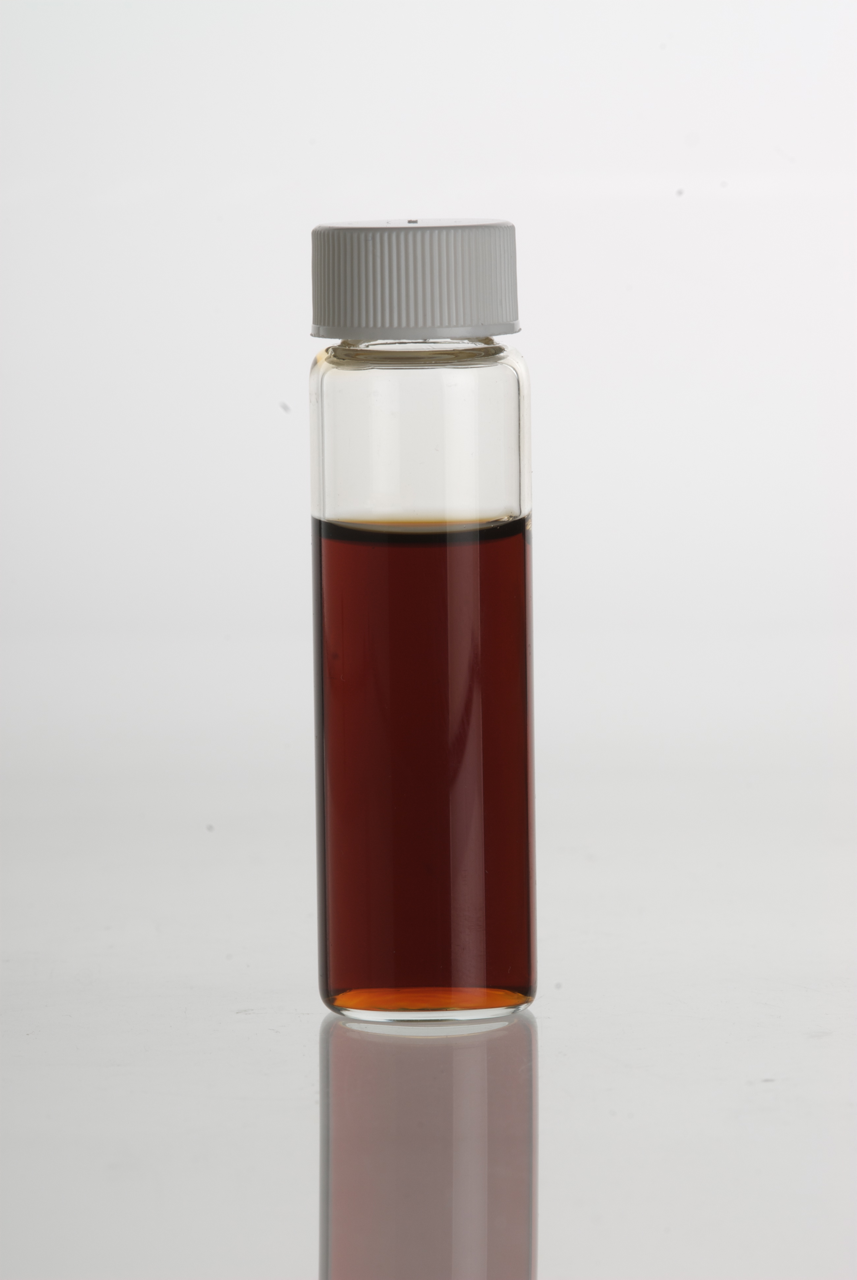
Estratto di vaniglia

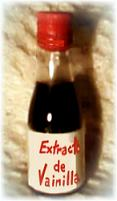
Bottiglia di estratto di vaniglia.

L’estratto di vaniglia è un concentrato che si utilizza per insaporire cibi e bevande, ottenuto dal baccello della vaniglia (tipo di orchidee che produce un frutto dal quale si ottiene questa aroma, dopo un semplice processo di macerazione).
Contiene al 50% di alcool che lo rende infiammabile ma evapora durante la cottura.

## Modalità di preparazione
Si ottiene mettendo a macerare una quantità conforme di baccelli di vaniglia (vaniglia planifolia), in un barattolo contenente un liquore di forte graduazione alcolica, come per esempio "Vodka", e lasciandolo macerare circa tre mesi.
Dopo questo processo si ottiene una sostanza color ambra, di consistenza liquida, e dalla caratteristica aroma di vaniglia.

## Usi
La si utilizza nella preparazione di cibi, in particolare dessert e dolci, e anche per insaporire alcune bevande.
Se la si acquista bisogna far attenzione a quei prodotti che potrebbero confondere, come per esempio l'essenza artificiale di vaniglia o vainillina che si ottengono con un'elaborazione diversa a basso costo.